# Rhynchozoon bispinosum
Rhynchozoon bispinosum är en mossdjursart som först beskrevs av Johnston 1847.  Rhynchozoon bispinosum ingår i släktet Rhynchozoon och familjen Phidoloporidae. Inga underarter finns listade i Catalogue of Life.